# Практично стрељаштво
Практично стрељаштво - ИПСЦ (енгл. IPSC - International Practical Shooting Confederation) представља атрактиван и динамичан стрељачки спорт у којем се користи искључиво бојева муниција. У почетку је коришћен као израз потребе захтевнијих система обуке припадника полиције, војске, посебно специјалних јединица и служби обезбеђења, да би се касније омасовио и развио у веома популаран и привлачан спорт, који доживљава експанзију у свету.
Карактеристика овог спорта је да има велики утицај на повећање безбедног руковања ватреним оружјем.
До 2021. године распрострањено је у преко 90 земаља у свету, код кога до изражаја долазе прецизност, брзина, снага и координација покрета такмичара.

## Оснивање
Практично стрељаштво појавило се у Сједињеним Америчким Државама у раним педесетим годинама 20. века, у Калифорнији, да би се за неколико година врло брзо проширио и на остале континенте. Званично је основан на Међународној конференцији ручног ватреног оружја у Колумбији, Мисури (САД) у мају 1976. године.

### Принцип
На конференцији је усвојен и мото IPSC – DVC - Diligentia, Vis, Celeritas (Прецизност, Снага, Брзина), три елемента једнако важна за постизање успеха у овом спорту. Гађајући папирну или металну мету, такмичар скупља поене у времену које се мери специјалном штоперицом, користећи муницију која мора да задовољи прописани стандард снаге. Најмањи дозвољени калибар за ручно оружје је 9mm Парабелум, или како је код нас познатији као „дуга деветка”. То је уједно и најпопуларнији калибар који се користи међу српским такмичарима, а такође и у свету.

## Савез за практично стрељаштво Србије
Практично стрељаштво је на нашим просторима почело организовано да се развија од 1999. године. Почетком 2000. године је основан Савез за практично стрељаштво Југославије, који је 2001. године постао члан Међународне Конфедерације Практичног Стрељаштва - ИПСЦ. Распадом Југославије, Савез је преименован у Савез за практично стрељаштво Србије и 2008. године је примљен у Спортски савез Србије.
Због добре репутације и организације, Србија је била организатор Европског првенства у практичном стрељаштву 2010. године и 2019. године. Данас на нашим такмичењима редовно учествују страни држављани, а наши такмичари учествују на свим већим такмичењима у свету, док наше судије добијају позиве да суде на свим такмичењима у свету.
Осим пиштоља, у ИПСЦ такмичењима користе се аутоматска пушка, пушка сачмара и ваздушни пиштољ - Ацтион Аир Пистол.

### Организовање такмичења у Србији
Организовање такмичења у Србији, стриктно се спроводе према Правилнику ИПСЦ, која се по безбедности и квалитету не разликују од оних који се организују у Европи и свету. За сада, такмичења се организују само за ручно оружје (пиштољ и револвер). Kако се спорт буде даље развијао, тако ће се постепено развијати и остале дисциплине ИПСЦ спорта.
Kористи се бојева муниција из пиштоља или револвера, прописане папирне и металне мете (статичне и покретне), које се ангажују из различитих позиција, на уређеним полигонима (стејџевима), а о поштовању мера безбедности и правила брину присутне судије.
Стејџ (енгл. stage) је сложена метна ситуација, односно безбедно уоквирен простор на коме су постављене мете по одређеном распореду, које такмичар мора да реши (погоди) што прецизније и брже. ИПСЦ такмичење се састоји из једног или више стејџева, у зависности од нивоа такмичења (клупско, државно, континентално или светско). Вишеструке мете, мете које се померају, мете које реагују на погодак, казне које следе ако се мете помешају, разне препреке (гађање из лежећег и клечећег положаја), кретање од мете до мете, тактика такмичара и друге потешкоће заједно, отежавају пуцање такмичару и чине ову врсту стрељачког спорта врло атрактивним.
Наравно, овај спорт је прилагођен особама оба пола, за старе и младе као и физички хендикепираним особама.